# Scelolophia insutaria
Scelolophia insutaria là một loài bướm đêm trong họ Geometridae.